# José Leandro Cortés
José Leandro Cortés fue un político argentino. Nació en la Ciudad de San Luis s/d, murió en la Ciudad de San Luis s/d. Fue varias veces Presidente y Vice de Junta de Gobierno de su provincia. El 24 de noviembre de 1832 asumió provisoriamente el cargo de Gobernador de la Provincia de San Luis (por ser Presidente de Junta de Gobierno), al tener que retirarse el gobernador  José Gregorio Calderón para tener que gestionar con las provincias de Mendoza y Córdoba un plan de defensa común. 
Durante su  periodo de gobierno continuó con las políticas de su antecesor, manteniendo los refuerzos de las fronteras y las luchas periódicas contra los Malones que intentaron varias veces arrasar con la Ciudad de San Luis.
Cortés enfrentó con éxito a los malones en los combates del Lechuzo y de Las Acollaradas en 1833 al mando del  General Ruiz Huidobro.
Al terminar la Campaña Calderón regresa a la Ciudad de San Luis y llama a elecciones, el 23 de diciembre de 1833 es electo gobernador de la provincia, Cortés se convirtió en uno de los grandes influyentes sobre las decisiones política de la provincia.